# Campeonato Citadino de Gravataí de 2013

## Categorias

### Campeonato Especial de Amadores
Os dois times rebaixados para o Campeonato Citadino de Gravataí de 2014 - Categoria Acesso de Amadores são o Barnabé e o  Atlético do Vale.
Final
| 8 de setembro | Três Estrelas | 1 – 1 | Bagé      | Vieirão              |
|               | Santiago      |       | Luquinhas | Árbitro: Márcio Rosa |

|  |       | Penalidades |
|  | 4 – 2 |             |

| Campeonato Citadino de Gravataí de 2013 Categoria Especial de Amadores |
| ---------------------------------------------------------------------- |
| Três Estrelas Campeão (10º título)                                     |

### Campeonato de Acesso de Amadores
Os dois times promovidos para o Campeonato Citadino de Gravataí de 2014 - Categoria Especial de Amadores são o campeão América e o vice Real Madri. Centenário e Palmeirinha ficaram com a terceira e quarta colocação, respectivamente.
Final
| 24 de novembro | América | 1 – 1 | Real Madri |  |
|                |         |       |            |  |

- Houve uma confusão no campo e o Real Madri acabou perdendo pontos.

| Campeonato Citadino de Gravataí de 2013 Categoria Acesso de Amadores |
| -------------------------------------------------------------------- |
| América Campeão                                                      |

### Campeonato Veterano
Final
| 16 de junho | Vila Branca     | 3 – 0 | Bagé | Campo do América     |
|             | Jardel · Junior |       |      | Árbitro: Márcio Rosa |

| Campeonato Citadino de Gravataí de 2013 Categoria Veterano |
| ---------------------------------------------------------- |
| Vila Branca Campeão (2º título)                            |

### Campeonato Master
Final
| 17 de novembro | Gravataiense    | 3 – 0 | Barnabé |                                                    |
|                | Bigode · Edison |       |         | Árbitro: Jairo Alberto (auxiliar) Roque (auxiliar) |

| Campeonato Citadino de Gravataí de 2013 Categoria Master |
| -------------------------------------------------------- |
| Gravataiense Campeão                                     |

### Campeonato Sub-15
Final
| 24 de novembro | Vila Branca | 4 – 1 | Cruzeiro |  |
|                |             |       |          |  |

| Campeonato Citadino de Gravataí de 2013 Categoria Sub-15 |
| -------------------------------------------------------- |
| Vila Branca Campeão                                      |

### Campeonato Sub-13
Final
| 24 de novembro | Vila Elisa         | 2 – 0 | Três Estrelas |  |
|                | Henrique · Gabriel |       |               |  |

| Campeonato Citadino de Gravataí de 2013 Categoria Sub-13 |
| -------------------------------------------------------- |
| Vila Elisa Campeão                                       |

### Campeonato Sub-10
A equipe  Vila Elisa conquistou o título ao vencer a equipe UJC no dia 01 de dezembro. Os jogos foram realizados no Campo do Barnabé.
| Campeonato Citadino de Gravataí de 2013 Categoria Sub-10 |
| -------------------------------------------------------- |
| Vila Elisa Campeão                                       |

### Campeonato Sub-9
A equipe  Vila Elisa conquistou o título ao vencer a equipe UJC no dia 30 de novembro. Os jogos foram realizados no Campo do Barnabé.
| Campeonato Citadino de Gravataí de 2013 Categoria Sub-09 |
| -------------------------------------------------------- |
| Vila Elisa Campeão                                       |